# Phân cấp hành chính Hồng Kông
Quận của Hồng Kông (tiếng Trung: 香港地區) là khu vực chính trị được phân chia về mặt địa lý và hành chính. Trong đó, mỗi phân khu đều có một hội đồng quận, được thành lập vào năm 1982, khi Hồng Kông nằm dưới sự thống trị của Anh. Tuy nhiên, các khu thường có ít nhân khẩu, do đó có rất ít dịch vụ công hoạt động theo địa giới quận.

## Dân số

Mật độ dân số các quận của Hồng Kông

| Quận                      | Dân số (ước tính 2006) | Diện tích (km²) | Mật độ dân số (/km²) | Thu nhập trung bình hàng tháng trên người/ thu nhập của lực lượng lao động (HKD) |
| ------------------------- | ---------------------- | --------------- | -------------------- | -------------------------------------------------------------------------------- |
| Tất cả (全港)             | 6.864.346              | không số liệu   | không số liệu        | 5.750 / 11.049                                                                   |
| Biển đảo (水上)           | 3.066                  | không số liệu   | không số liệu        | 3.125 / 5.006                                                                    |
| Đất liền (陸上)           | 6.861.280              | 1080,18         | 6,352                | 5.753 / 11.055                                                                   |
| Đảo Hương Cảng (香港島)   | 1.268.112              | 79,68           | 15,915               | 7.931 / 14.568                                                                   |
| Quận Trung Tây (中西區)   | 250.064                | 12,44           | 20.102               | 9.722 / 17.178                                                                   |
| Loan Tể (灣仔區)          | 155.196                | 9,83            | 15.788               | 10.185 / 17.788                                                                  |
| Quận Đông (東區)          | 587.690                | 18,56           | 31.664               | 7.235 / 13.558                                                                   |
| Quận Nam (南區)           | 275.162                | 38,85           | 7.083                | 6.563 / 12.335                                                                   |
| Cửu Long (九龍)           | 2.019.533              | 46,93           | 43.033               | 5.184 / 10.311                                                                   |
| Du Tiêm Vượng (油尖旺區)  | 280.548                | 6,99            | 40.136               | 6.034 / 11.114                                                                   |
| Thâm Thủy Bộ (深水埗區)   | 365.540                | 9,35            | 39.095               | 4.821 / 9.909                                                                    |
| Cửu Long Thành (九龍城區) | 362.501                | 10,02           | 36.178               | 6.897 / 13.122                                                                   |
| Hoàng Đại Tiên (黃大仙區) | 423.521                | 9,30            | 45.540               | 4.750 / 9.701                                                                    |
| Quan Đường (觀塘區)       | 587.423                | 11,27           | 52.123               | 4.845 / 9.908                                                                    |
| Tân Giới (新界)           | 3.573.635              | 953.48          | 3.748                | 5.667 / 10.860                                                                   |
| Quỳ Thanh (葵青區)        | 523.300                | 23,34           | 22.421               | 4.833 / 9.718                                                                    |
| Thuyền Loan (荃灣區)      | 288.728                | 61,71           | 4.679                | 6.897 / 12.860                                                                   |
| Truân Môn (屯門區)        | 502.035                | 82,89           | 6.057                | 5.172 / 9.843                                                                    |
| Nguyên Lãng (元朗區)      | 534.192                | 138,46          | 3.858                | 4.777 / 9.606                                                                    |
| Quận Bắc (北區)           | 280.730                | 136,61          | 2.055                | 5.161 / 10.120                                                                   |
| Đại Bộ (大埔區)           | 293.542                | 136,15          | 2.156                | 5.806 / 10.824                                                                   |
| Sa Điền (沙田區)          | 607.544                | 68,71           | 8.842                | 6.232 / 11.592                                                                   |
| Tây Cống (西貢區)         | 406.442                | 129,65          | 3.135                | 6.774 / 12.183                                                                   |
| Li Đảo (離島區)           | 137.122                | 175,12          | 783                  | 5.659 / 11.595                                                                   |